# Vaynol
La vaynol est une race bovine britannique.

## Origine
Elle provient d'une très ancienne population de bovins blancs connus dès l'antiquité. Les races British White, white park et chillingham en sont aussi issues.
Elle provient de la propriété de Vaynol Park au Pays de Galles. En 1872, un troupeau issu d'Écosse a été lâché dans la propriété. Il s'est maintenu un siècle en stricte autarcie jusqu'en 1980. À  la mort de son propriétaire, le troupeau d'environ 150 animaux a été déplacé près de Leeds. En 1991, un registre généalogique a été créé et des mesures de sauvegardes ont été prises par le « Rare Breeds Survival Trust », une association de préservation du patrimoine génétique menacé.
En 2009, puis en 2012, deux petits groupes ont été extraits pour former de nouveaux troupeaux.

## Morphologie
C'est une race de petite taille qui ressemble beaucoup à la white park. La vache pèse entre 300 et 350 kg, le taureau entre 400 et 450 kg.
Elle porte une robe blanche avec le mufle, les oreilles noirs, les paupières et les trayons. Il existe quelques individus noirs. Les cornes sont arquées en croissant très ouvert vers le haut.
Les caractères chétifs et de mauvaise conformation se sont estompés depuis que l'élevage est installé à Leeds, probablement grâce à des conditions de vie meilleures. 